# Musaeum Hermeticum

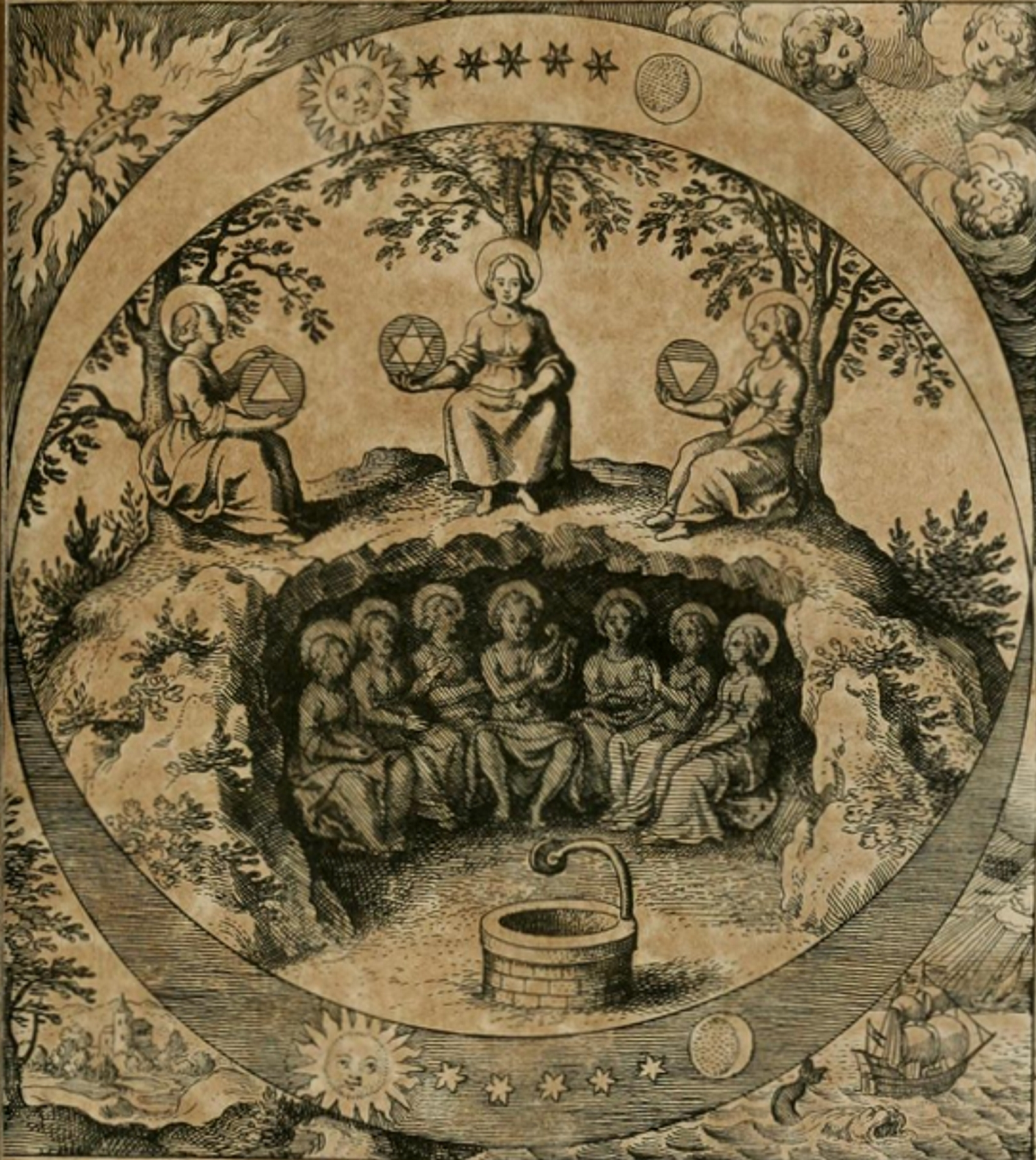
Emblem vom Anfang der Ausgabe 1625

Das Musaeum Hermeticum ist eine Sammlung alchemistischer Texte, die 1625 in lateinischer Sprache bei Lucas Jennis in Frankfurt erschien und in erweiterter Form 1678  in Frankfurt bei Hermann Sande (nachgedruckt 1749).
In der Ausgabe von 1678 sind Illustrationen von Matthaeus Merian. Eine englische Übersetzung von Arthur Edward Waite erschien in London 1893 in 2 Bänden.
Im Vergleich zur großen Sammlung des Theatrum Chemicum (ab 1602) enthält es kürzere Texte meist neueren Datums. Das Sammelwerk gehört zu den Klassikern der alchemistischen Literatur und wurde z. B. von Isaac Newton benutzt. Exemplare beider Auflagen waren in der Bibliothek von Isaac Newton.

## Erste Auflage 1625
Der vollständige Titel lautet:
Musaeum hermeticum, omnes sopho-spagyricae artis discipulos fidelissime erudiens, quo pacto summa illa veraque Medicina, quo res omnes, qualemcumque defectum patientes, instaurari possunt (quae alias Benedictus Lapis Sapientum appellatur) inveniri ac haberi queat. Continens Tractatus chymicos novem praestantissimos quorum nomina & seriem versa pagella indicabit. In gratiam filiorum doctrinae, quibus Germanicum Idioma ignotum, in Latinum conversum ac juris publici factum. Francofurti, Sumptibus Lucae Jennisii. Anno M.D.C.XXV
Dort steht am Ende, einige Texte wären vom Deutschen ins Lateinische übersetzt zum Nutzen von Studenten, die kein Deutsch könnten. 1625 erschien ebenfalls bei Lucas Jennis Dyas Chymica Tripartita, das ist sechs herrliche teutsche philosophische Tractätlein, dessen Inhalt sich teilweise mit dem Musaeum Hermeticum überschneidet (z. B. Lambspring, Madathanus, Tractatus aureus, Liber Alze), aber deutsche Texte bringt.
In der Ausgabe von 1625 und der von 1678 ist auch am Anfang das rechts abgebildete Emblem, dass das hermetische Motto Das oben ist wie das unten (Tabula Smaragdina) illustriert, einerseits durch die drei unter Bäumen sitzenden weiblichen Figuren (die sich mit den unteren sechs zu den neun Musen ergänzen) miteinander zu einem Hexagramm (als Siegel Salomons) in der Mitte ergänzenden nach oben bzw. unten ausgerichteten Dreiecken, andererseits durch Sonne, Mond (gleichzeitig Männliches/Weibliches Prinzip) getrennt durch die fünf Planeten (Merkur, Venus, Mars, Jupiter, Saturn) im helleren oberen Band und im dunkleren unteren. Abgebildet sind auch an den Ecken die vier Elemente, eine unterirdische Versammlung von sechs Musen mit Apollo an der Leier in der Mitte und ein Brunnen der Weisheit. Die Unterschrift lautet: Quae sunt in superis, hac inferioribus insunt/ quod monstrat coelum, id terra frequentur habet/Ignis, Aqua et fluitans duo sunt contraria: felix,/ talia si jungis, sit tibi scire fatis!, D. M. a C. B. P. L. C. (Die Dinge aus den oberen Bereichen sind wie die aus den unteren, was der Himmel zeigt ist oft auf der Erde zu finden, Feuer und Wasser, fließend, sind einander gegensätzlich, glücklich, wenn du sie vereinigen kannst, lass es dir genug sein dies zu wissen)
Das D. M. steht für Daniel Meisner, Dichter aus Chomutov.
Die erste Ausgabe enthielt:
- (Johann von Laatz) Tractatus aureus de Lapide Philosophico.
- Henricus Madathanus (Pseudonym von Adrian von Mynsicht), Aureum Seculum Redivivum.
- Hydrolithus Sophicus, seu Aquarium sapientum (auch als Wasserstein der Weisen separat erschienen).
- Joannes de Mehung (Jean de Meung zugeschrieben), Demonstratio Naturae,  quam errantibus chymicis facit.
- Nicolas Flamel, Summarium Philosophicum.
- Via Veritatis Unicæ.
- Gloria Mundi, seu Tabula Paradisi.
- Tractatus de Generatione Metallorum.
- Liber, cuius nomen Alze (Liber Alze, auch De Lapide Philosophico perbreve opusculum).
- Lambspring, de lapide Philosophorum Figuræ et Emblemata.

## Zweite Auflage 1678
In der Ausgabe von 1678 (Musaeum Hermeticum reformatum et amplificatum) sind zusätzlich:
- Michael Maier: Tripus aureus, hoc est tres tractatus chymici selectissimi, im Einzelnen:
  - Basilius Valentinus:  Basilii Valentini, benedictini ordinis monachi, Germani, practica una cum 12. clavibus et appendice (Die Zwölf Schlüssel)
  - Thomas Norton: Crede mihi seu ordinale
  - John Cremer: Testamentum cremeri, abbatis westmonasteriensis, angli, ordinis benedictine[4]
- Sendivogius: Novum lumen chemicum
- Sendivogius: Aenigma Philosophicum
- Sendivogius: Novi luminis tractatus alter de sulphure
- Sendivogius: Dialogus Mercurii, Alchymistae et Naturae
- Michael Maier: Subtilis allegoria super secreta chymiae
- Irenäus Philalethes: Introitus apertus, ad occlusum regis palatium
- Irenäus Philalethes: Metallorum metamorphosis
- Irenäus Philalethes: Brevis manuductio ad rubinum coelestum
- Irenäus Philalethes: Fons chymicae veritatis
- Johann Friedrich Schweitzer (Helvetius): Vitulus aureus quem mundus adorat et orat
- Janitor Pansophus, seu figura Aenea quadripartita cunctis Museum hoc introeuntibus, superiorum ac inferiorum scientiam Mosaico-Hermeticum, analytice exhibens

## Online-Ausgaben
- Ausgabe 1625, Digitalisat
- Lateinische Ausgabe 1678, Archive
- Englische Übersetzung, A. E. Waite, Archive